# Azerbaijan-Airlines-Flug 8243
Auf dem Azerbaijan-Airlines-Flug 8243 (Flugnummer IATA: J28243, ICAO: AHY8243) verunglückte am 25. Dezember 2024 eine Embraer 190 der staatlichen aserbaidschanischen Fluggesellschaft Azerbaijan Airlines. Bei der versuchten Notlandung auf dem kasachischen Flughafen Aqtau wurden 38 der 67 Personen an Bord der Maschine getötet.
Zuvor war das Flugzeug laut aserbaidschanischen Regierungsquellen von einer russischen Pantsir-S-Rakete getroffen worden. Es handelt sich nach dem Henan-Airlines-Flug 8387 um den zweitschwersten Zwischenfall einer Embraer-Maschine.

## Flugzeug
Bei der betroffenen Maschine handelte es sich um eine Embraer ERJ-190AR mit dem Luftfahrzeugkennzeichen 4K-AZ65 und der Werksnummer 19000630. Das Flugzeug absolvierte seinen Jungfernflug am 22. Juli 2013 und war mit zwei Triebwerken des Typs General Electric CF34-10E ausgestattet. Von 2013 bis 2017 wurde es von Azerbaijan Airlines eingesetzt, bevor es von 2017 bis 2023 von deren Tochterunternehmen Buta Airways betrieben wurde. Im Oktober 2023 kehrte das Flugzeug zu Azerbaijan Airlines zurück, wo es von Dezember 2023 bis Oktober 2024 eingelagert war und umfangreichen Wartungsarbeiten unterzogen wurde.

## Flugverlauf
Die Maschine hob um 7:55 Uhr Ortszeit (3:55 Uhr UTC) in der aserbaidschanischen Hauptstadt Baku in Richtung Grosny in der russischen Teilrepublik Tschetschenien ab. Nach Angaben von staatlichen russischen Nachrichtenagenturen sowie Azerbaijan Airlines musste der Flug wegen Nebels in Grosny nach Machatschkala in Russland umgeleitet werden. Laut dem Onlinedienst Flightradar24 wurden nach dem Einflug nach Russland von 4:25 Uhr UTC bis 6:07 UTC keine validen ADS-B-Ortungsdaten des Flugzeugs empfangen. Als das Signal wieder empfangen wurde, bewegte sich das Flugzeug, deutlich von der eigentlichen Flugroute abweichend, über dem Kaspischen Meer in Richtung des kasachischen Flughafens Aqtau. Der Transponder sendete den von den Piloten eingestellten internationalen Code für einen Luftnotfall. Dieser Flugplatz wurde jedoch nicht mehr erreicht; die Maschine schlug um 6:28 Uhr UTC im Gelände auf. Es wurden 38 Personen an Bord der Maschine getötet, darunter beide Piloten sowie eine Flugbegleiterin.

## Ermittlungen und Ursachen
Nach Angaben der staatlichen aserbaidschanischen Nachrichtenagentur Azertac wurden die Flugschreiber des Flugzeuges noch am Tag des Absturzes gefunden. Der stellvertretende Premierminister Kasachstans, Qanat Bosymbajew, gab an, das Auslesen der Flugschreiber werde etwa zwei Wochen in Anspruch nehmen. Neben den von Aserbaidschan und Kasachstan eingerichteten Ermittlungskommissionen beteiligen sich Embraer als Hersteller sowie CENIPA (Centro de Investigação e Prevenção de Acidentes Aeronáuticos), die für Flugunfälle zuständige Ermittlungsbehörde der brasilianischen Luftstreitkräfte, an den Untersuchungen.
Laut ersten russischen Berichten sollte die Maschine den Landeanflug auf Grosny nach einem Vogelschlag abgebrochen haben. Nach Veröffentlichung von Fotos des Flugzeugwracks mit charakteristischen Einschlaglöchern kam es hingegen zu der Vermutung einer Einwirkung von Boden-Luft-Raketen; Überlebende sprachen von einer Explosion. Nicht näher bezeichnete aserbaidschanische Regierungsquellen äußerten am 26. Dezember 2024, das Flugzeug sei von einer russischen Boden-Luft-Rakete beschossen und die Erlaubnis für eine Notlandung auf einem russischen Flughafen sei verweigert worden. Nach aserbaidschanischen Medienangaben ist das Flugzeug ersten Ermittlungen zufolge bei dem Anflug auf Grosny von einer Flugabwehrrakete russischer Streitkräfte unter Einsatz eines Flugabwehrsystems vom Typ Panzir-S1 getroffen worden. Die Kommunikationssysteme seien zudem zuvor komplett gestört gewesen. Von der Regierung in Baku mit den Ermittlungen betraute Personen sagten, dass niemand einen absichtlichen Abschuss unterstellen würde. Aufgrund der festgestellten Fakten würde die Regierung von Aserbaidschan aber erwarten, dass die russische Seite den Abschuss des Flugzeuges zugeben würde.
Die israelische Fluggesellschaft El Al setzte alle Flugverbindungen zwischen Tel Aviv-Jaffa und Moskau zunächst aus. Auch weitere Fluggesellschaften unterbrachen Verbindungen nach Russland. Die russische Nachrichtenagentur TASS meldete am 27. Dezember 2024 die Sperrung des Luftraumes im Süden Russlands.
Die Fluggesellschaft Azerbaijan Airlines teilte am 27. Dezember 2024 unter Berufung auf vorläufige Ermittlungsergebnisse mit, dass der Absturz „durch physische und technische Einwirkungen von außen“ verursacht worden sei. Es wird laut dem aserbaidschanischen Verkehrsminister Rashad Nabiyev noch ermittelt, mit welcher Art Waffe dies geschehen sei. Der Chef der russischen Luftfahrtbehörde Rosawiazija, Dmitri Jadrow, sagte, die Situation im Bereich des Flughafens von Grosny sei sehr kompliziert gewesen. Ukrainische Kampfdrohnen hätten zu diesem Zeitpunkt Angriffe in den Gebieten Grosny und Wladikawkas geflogen. Wegen der Gefahr durch die Drohnen seien keine Starts und Landungen in Grosny erlaubt gewesen, alle Piloten hätten zum Zeitpunkt des Alarms den Luftraum verlassen müssen. Unklar ist, warum der kaum zu steuernden Maschine eine Notlandung in Russland verweigert wurde und sie über das Kaspische Meer nach Aqtau ausweichen musste. Die Navigationssysteme des Flugzeugs seien nach Medienberichten währenddessen gestört worden. In Sozialen Medien wurde dazu der Verdacht laut, Russland habe die Maschine im Meer abstürzen lassen wollen, um die Spuren des wahrscheinlich unbeabsichtigten Beschusses zu verwischen.
Zur gleichen Zeit, während des Azerbaijan-Airlines-Flug 8243, befand sich ein Flugzeug des aserbaidschanischen Präsidenten İlham Əliyev über russischem Luftraum.
Am 28. Dezember entschuldigte sich Präsident Putin beim aserbaidschanischen Amtskollegen Əliyev „für den tragischen Vorfall im russischen Luftraum“, die Verantwortung Russlands für den Unfall räumte er allerdings nicht ein. Er gab auch keine Details darüber, wie der Unfall genau zustande kam. Auch den Beschuss durch die russische Flugabwehr bestätigte er nicht. Der aserbaidschanische Sicherheitsexperte Shujaat Ahmadzada geht davon aus, dass Putin diese „eher ambivalente Entschuldigung“ aus einem „pragmatischen Kalkül“ äußerte, um den Beziehungen zwischen Russland und Aserbaidschan sowie der eng mit Aserbaidschan verbundenen Türkei nicht zu schaden. Was weiter fehle, sei eine offizielle Stellungnahme zur Bestrafung der Schuldigen und zur finanziellen Entschädigung der Opfer.
İlham Əliyev forderte am 29. Dezember 2024 ein klares Schuldeingeständnis und Schadensersatz sowie die Bestrafung der Schuldigen von Russland. Schon vor der vollständigen Auswertung der Flugschreiber ergäben die Fakten ein klares Bild; im Raum Grosny habe das Flugzeug die Steuerungsfähigkeit verloren, weil vom Boden aus radioelektronische Mittel eingesetzt worden seien, erklärte er. Anschließend habe direktes Feuer vom Boden aus die Maschine getroffen. Əliyev ging nicht davon aus, dass die russische Flugabwehr die Embraer absichtlich habe treffen wollen. Aserbaidschan traute Russland jedoch eine transparente Aufklärung nicht zu und lehnte eine Untersuchung durch Russland ab. Die Versuche, den Fall zu vertuschen, seien ganz offensichtlich gewesen. Statt mit den Russen bei der Ermittlung zusammenzuarbeiten, wollen die Aserbaidschaner nun mit den kasachischen Behörden und dem brasilianischen Flugzeughersteller Embraer die Daten aus der Blackbox analysieren. Am 6. Januar sagte Əliyev, dass das Flugzeug abgeschossen worden sei, und gab „den Vertretern Russlands“ die Schuld, derweil die Auswertung der Flugschreiber in Brasilien noch andauerte. Er verlangte, dass Russland offen zugeben solle, dass es das Flugzeug versehentlich abgeschossen habe. Er forderte „volle Transparenz und menschliches Verhalten“.
Der Nachrichtensender AnewZ aus Aserbaidschan meldete laut Euronews vom 24. Januar 2025, dass das Flugzeug beschädigende Panzir-S1-System und dessen Offiziere identifiziert worden seien. Diplomatische Quellen in Aserbaidschan erklärten gegenüber AnewZ, dass die aserbaidschanische Regierung nicht zulassen werde, dass der Fall „vertuscht“ werde, und dass es weiterhin entschlossen sei, von Russland Rechenschaft zu verlangen.
Die Regierung von Kasachstans führte am 4. Februar 2025 äußere Beschädigungen als Grund für das Unglück an, legte sich bei der Schuldfrage aber nicht fest. Ein vorläufiger Bericht des kasachischen Transportministeriums dokumentierte unter anderem kleine viereckige Löcher im Rumpf und am Heck des Flugzeugs. Die Maschine würde „Schäden von unterschiedlicher Größe und Form im Heckbereich“ sowie „ähnliche Schäden“ am linken Triebwerk und linken Flügel aufweisen. Fotos zeigten zahlreiche Löcher an dem Flugzeug. Der Bericht äußerte sich nicht zu der Schuldfrage, sondern solle Empfehlungen geben, solche Unfälle künftig zu vermeiden.